# Pedro Mortheiru
Pedro Mortheiru Salgado (Lebu, marzo de 1919-Santiago, 24 de julio de 1994) fue un arquitecto, dramaturgo, director de teatro y académico chileno, que recibió el Premio Nacional de Arte en 1978.
Fue el director fundador del Teatro Ensayo y de la Academia de Arte Dramático de la Pontificia Universidad Católica de Chile.

## Biografía
Nació en Lebu, el 12 de marzo de 1919. Su padre, Gratien Mortheiru, de origen francés, legó en el carácter de su hijo el afán de perfeccionamiento, la explosividad y un extraordinario sentido del humor. Desde pequeño mostró inclinación por lo artístico y en especial lo estético. Estando aún en la escuela se descubren y fomentan sus dotes para la literatura y la música. A los 14 años de edad, asiste con frecuencia a ver obras de teatro. Cursó sus estudios en la Escuela de Arquitectura en la Pontificia Universidad Católica de Chile, impulsa junto a Fernando Debesa la fundación del Teatro Ensayo de la Universidad Católica (TEUC) en 1943, hecho antecedido por la creación del Teatro Experimental de la Universidad de Chile en 1941. Estas dos instituciones significaron un cambio en el desarrollo del teatro chileno. 
Entre 1950 y 1951 recibió becas del British Council, del gobierno francés y de la Rockefeller Foundation para estudiar en Inglaterra, Francia y Estados Unidos, respectivamente. Allí asistió a cursos especializados, se codeó con lo mejor del teatro internacional y conoció las exigencias de la vida profesional en esa actividad artística. En 1954, después de once años de labor, dejó el TEUC. En 1955 el Teatro Experimental de la Universidad de Chile lo invitó a dirigir Doña Rosita la soltera, de García Lorca. Entre 1960 y 1963 asumió la dirección del Teatro de la Universidad de Concepción, período en que fue llamado –en 1962‐ a dirigir en Dallas, Estados Unidos, la obra Deja que los perros ladren de Sergio Vodanovic. Entre 1963 a 1974 se dedicó a la arquitectura. Pedro Mortheiru regresó al mundo teatral en 1974 como docente de la Escuela de Teatro de la Universidad de Chile. Durante su carrera recibió varias distinciones por su obra. Recibió el Premio Nacional de Arte en 1978.
Pedro Mortheiru murió en Santiago el 24 de julio de 1994.